# Hoya odetteae
Hoya odetteae är en oleanderväxtart som beskrevs av D. Kloppenburg. Hoya odetteae ingår i släktet Hoya och familjen oleanderväxter. Inga underarter finns listade i Catalogue of Life.